# Organización municipal de la provincia de Mendoza
En la provincia de Mendoza en Argentina el régimen municipal es ejercido por gobiernos locales denominados municipios. 
Cada ejido municipal tiene la extensión de un departamento, a diferencia de lo que ocurre en la mayoría de las provincias argentinas, de esta forma todo el territorio provincial queda cubierto por los municipios (sistema de ejidos colindantes). 

## Los municipios en la Constitución de la Nación Argentina
La organización municipal estuvo contemplada en la Constitución de la Nación Argentina desde su primera promulgación el 1 de mayo de 1853, expresando en su artículo 5 que cada provincia debía dictar una constitución que asegurara su régimen municipal. Sin embargo, no estaba claro si los municipios debían ser autónomos o autárquicos hasta la sentencia del 21 de marzo de 1989 de la Corte Suprema de Justicia de la Nación Argentina (Caso Rivademar), que interpretó que los municipios eran constitucionalmente autónomos.
Esta sentencia fue contemplada en la reforma de la Constitución de la Nación Argentina según el texto sancionado el 22 de agosto de 1994:

Art. 123. Cada provincia dicta su propia Constitución, conforme a lo dispuesto por el Art. 5 asegurando la autonomía municipal y reglando su alcance y contenido en el orden institucional, político, administrativo, económico y financiero.

## Los municipios en la Constitución de la Provincia de Mendoza
La Constitución de la Provincia de Mendoza reformada el 11 de febrero de 1916 establece sobre el régimen municipal:

Art. 197. La administración de los intereses y servicios locales en la capital y cada uno de los departamentos de la Provincia, estará a cargo de una municipalidad, compuesta de un Departamento Ejecutivo y otro Deliberativo, cuyos miembros durarán 4 años en el ejercicio de sus funciones, renovándose el Departamento Deliberativo por mitades cada 2 años. Los integrantes del Departamento Deliberativo serán elegidos directamente por el pueblo de los respectivos municipios, conforme con el sistema establecido para la elección de diputados.

Art. 198. Los intendentes serán elegidos directamente por el pueblo de los respectivos municipios (...)

Art. 199. La Ley Orgánica de las Municipalidades, deslindará las atribuciones y responsabilidades de cada departamento, confiriéndole las facultades necesarias para que ellos puedan atender eficazmente a todos los intereses y servicios locales, con sujeción a las siguientes bases:
1. El número de miembros del Departamento Deliberativo no será menor de 10. El intendente es el jefe del Departamento Ejecutivo (...)

Art. 200. Son atribuciones inherentes a las municipalidades: (...) 5. Nombrar en los diferentes distritos más poblados de cada municipio, comisiones honorarias para desempeñar las funciones que les sean encomendadas por el concejo y la intendencia (...)

Art. 208. La Legislatura de la Provincia podrá aumentar el número de municipalidades, subdividiendo los departamentos, cuando así lo requieran las necesidades de la población, con el voto de la mayoría absoluta de los miembros que componen cada Cámara; pero en ningún caso podrá disminuir el número de departamento existentes al promulgarse esta Constitución.

### Alcance de la autonomía institucional
La Constitución de la Provincia de Mendoza reformada en 1985 no reconoce la autonomía institucional de los municipios al no permitirles que puedan sancionar una carta orgánica.

## Ley deRégimen Municipaln.º 1079
La ley de Régimen Municipal n.º 1079 establece:

Art. 4. Los límites del respectivo departamento serán los de la jurisdicción municipal, correspondiendo a la legislatura su fijación definitiva o resolverlos en caso de conflicto.

Art. 43. Los concejos deliberantes de las municipalidades de la provincia, que tuvieren mas de sesenta mil (60.000) electores estarán integrados cada una de ellos por doce (12) concejales. El resto de los concejos deliberantes, estará compuesto por el mínimo establecido en el articulo 199 inciso 1 de la constitución provincial.

Art. 106. En los Distritos que tengan un radio poblado y urbanizado y que posean una población mayor de tres mil (3.000) habitantes; las Municipalidades, a requerimiento del vecindario respectivo, deberán crear una comisión municipal, compuesta de un Presidente y cinco Vocales que durarán dos años en sus funciones, fijándole la respectiva jurisdicción (...)

Las comisiones municipales no fueron establecidas en la provincia de Mendoza y en su lugar en cada distrito o grupo de distritos los intendentes designan un delegado municipal.